# Mark Zembsch
Mark Jeffrey Zembsch (* 19. Februar 1959 in Castro Valley) ist ein ehemaliger Steuermann im Rudern aus den Vereinigten Staaten, der 1985 und 1986 Weltmeisterschaftsdritter mit dem Achter war.

## Sportliche Karriere
Der 1,67 m große Mark Zembsch war Steuermann der California Golden Bears, des Sportteams der University of California, Berkeley. 1985 gewann er mit dem US-Achter bei den Weltmeisterschaften 1985 die Bronzemedaille hinter den Booten aus der Sowjetunion und aus Italien. Im Jahr darauf siegten bei den Weltmeisterschaften 1986 die Australier vor dem Boot aus der Sowjetunion, dahinter erkämpfte das US-Team erneut die Bronzemedaille. Im gleichen Jahr steuerte Zembsch den amerikanischen Vierer mit Steuermann auf den zweiten Platz bei den Goodwill Games. Bei den Weltmeisterschaften 1987 startete Zembsch mit John Walters und John Terwilliger im Zweier mit Steuermann und belegte den fünften Platz. Bei den Olympischen Spielen 1988 in Seoul erreichte der amerikanische Vierer mit John Terwilliger, Chris Huntington, Thomas Darling, John Walters und Zembsch als Sieger des zweiten Vorlaufs und Zweiter des zweiten Halbfinales das Finale. Dort belegte der US-Vierer den fünften Platz mit fast drei Sekunden Rückstand auf die drittplatzierten Neuseeländer.
Von 1989 bis 1996 war Zembsch Cheftrainer der California Golden Bears. Seinen Abschluss als Jurist machte Zembsch allerdings an der University of San Francisco, bevor er sich als Anwalt in Berkeley niederließ. 2002 wurde er dort Unterstaatsanwalt (Deputy City Attorney).